# Ötscherschutzhaus
Das Ötscherschutzhaus ist eine Schutzhütte des Österreichischen Touristenklubs. Sie wurde am 29. Mai 1887 eröffnet.

## Lage
Die Hütte liegt in den Ybbstaler Alpen, am Ötscher in Niederösterreich, an der Bergstation des Doppelsessellifts Großer Ötscher. Da der Nord-Süd-Weitwanderweg über den Riffelsattel führt, ist die Hütte ein wichtiger Stützpunkt für Weitwanderer.

## Aufstieg
- Von Lackenhof zu Fuß zur Hütte in etwa 1½ Stunden oder in der Sommer- und Wintersaison mit dem Lift in 10 Minuten.
- Von Wienerbruck durch die Ötschergräben und über den Riffelsattel (1283 m) zur Hütte in etwa fünf Stunden.

## Gipfel
Von der Hütte sind der Ötscher (1893 m), auch Großer Ötscher genannt, in 1½ Stunden und der Kleine Ötscher (1552 m) in einer Stunde erreichbar. Eine beliebte Tour stellt die Überschreitung des Rauen Kamms, des Ötscher-Nordostgrats (einfache Kletterei im Schwierigkeitsgrad I), dar, die üblicherweise im Aufstieg begangen wird und über den Ötschergipfel dann im Abstieg bei der Hütte vorbeiführt.